# 肯尼·德克特莱
肯尼·德克特莱（荷蘭語：Kenny De Ketele，1985年6月5日—）是一名比利时男子职业自行车运动员，2007年开始为UCI职业队体育Vlaanderen–Baloise效力。他曾参加2008年北京奥运和2012年伦敦奥运，其中2008年北京奥运获得男子麦迪逊赛的第4名，2012年伦敦奥运获得男子团体追逐赛的第9名。